# Grimpereau de Hodgson
Certhia hodgsoni
Espèce
Statut de conservation UICN

 LC  : Préoccupation mineure
Le Grimpereau de Hodgson (Certhia hodgsoni) est une espèce d'oiseaux appartenant à la famille des Certhiidae. Son statut est discuté, certains auteurs le considérant comme une sous-espèce du grimpereau des bois (C. familiaris).

## Répartition et sous-espèces
D'après Alan P. Peterson, cette espèce est constituée des 3 sous-espèces suivantes :
- Certhia hodgsoni hodgsoni W.E. Brooks 1871 — ouest de l'Himalaya ;
- Certhia hodgsoni mandellii W.E. Brooks, 1874 — est de l'Himalaya ;
- Certhia hodgsoni khamensis Bianchi, 1903 — Kham, monts Hengduan et centre de la Chine ;